# Sopita de gansos
Sopita de gansos es el séptimo álbum del grupo uruguayo de Art Rock, La Tabaré Milongón Banda, lanzado en 2002 a través del sello Ayuí/Tacuabé, en formato CD.

## Contexto
Para el comienzo del milenio hubo otro nuevo resurgimiento del rock en Uruguay. Los recitales de rock comenzaron a ser en lugares para mayor cantidad de público y hasta se realizaban festivales para una mega concurrencia de hasta 150.000 personas.
Rivero pretendía nuevamente una evolución artística, que incluía hasta cambiar también el nombre la banda. Así fue que le quitó el apellido Riverock y la rebautizó como: La Tabaré Milongón Banda.

## Grabación
Entran a grabar en los estudios "Octopus" el 26 de marzo de 2002 y lo hacen durante todo el otoño y en los primeros días de invierno se hace la mezcla.
Para los últimos ensayos y durante toda la grabación se contó con la invalorable presencia como productor de Fernando Cabrera, quien fue capaz de comprender a la perfección y traspasar el sonido que el grupo quería a la mesa de sonido.
Como invitados a cantar en este disco están (además de Cabrera) dos de aquellos a quienes Rivero veía en los escenarios y admiraba fervorosamente: Gastón "Dino" Ciarlo y Eduardo Darnauchans (en una canción escrita expresamente para él).
Este disco además contiene una presentación multimedia o track interactivo, ideado por Guillermo Cervetto. Al ingresar a ese track, se puede leer un cuento sobre la banda: “Donde hay música”, ver fotos, videos, entrevistas a cada uno de los integrantes, también una animación realizada por Tunda Prada, y hasta se puede escuchar el único rock eléctrico del álbum, una versión del tema "Gurisito" (de Daniel Viglietti), grabada en vivo el 21 de julio del mismo año, en “La Petrolera” de Atlántida.

## Presentación
"Sopita de gansos" se presenta al público un mes antes de la salida del mismo, realizando dos shows, ambos en la Sala Zitarrosa el 21 y el 28 de setiembre. Este segundo recital es filmado íntegramente por TV Ciudad y transmitido en varias oportunidades en ese canal durante el mes de octubre.

## Lista de canciones
Todos  los temas pertenecen en letra y música a Tabaré J. Rivero, excepto los indicados.
| N.º | Título                                                                | Duración |  |
| 1.  | «La enemistad»                                                        | 2:38     |  |
| 2.  | «Acicaladas alas alicaídas»                                           | 3:31     |  |
| 3.  | «Contralpunto» (Letra: Guillermo Cervetto – Música: Tabaré J. Rivero) | 3:22     |  |
| 4.  | «¡Qué noche la de aquel día!»                                         | 2:56     |  |
| 5.  | «Noche de ánimas»                                                     | 3:32     |  |
| 6.  | «La ley del deseo»                                                    | 3:10     |  |
| 7.  | «Con sumo agrado»                                                     | 0:34     |  |
| 8.  | «Flan flan»                                                           | 5:36     |  |
| 9.  | «Jardín de infantes»                                                  | 3:20     |  |
| 10. | «Golpe de suerte / Platinada»                                         | 3:54     |  |
| 11. | «Lo que digo»                                                         | 2:58     |  |
| 12. | «Demasiado fútbol»                                                    | 1:46     |  |
| 13. | «Lloviznita» (Letra: Tabaré J. Rivero – Música: Hernán Rodríguez)     | 2:26     |  |
| 14. | «Perdón el cuestionario»                                              | 1:09     |  |
| 15. | «El sentido aquel»                                                    | 2:29     |  |
| 16. | «La canción del ganso»                                                | 2:29     |  |
| 17. | «SURCO INTERACTIVO: Gurisito» (Daniel Viglietti)                      |          |  |

## Músicos
- Tabaré J. Rivero: voz
- Hernán Rodríguez: guitarras, voz en "La ley del deseo" y "Lloviznita" y coros
- Jorge Pí: bajo, contrabajo y coros
- Mónica Navarro: voz y kazoo
- Andrés "Demonio" Chessa: batería, cajón peruano, percusión y coros

## Músicos Invitados
- Gastón “Dino” Ciarlo: voz en "Contralpunto"
- Eduardo Darnauchans: voz en "Flan flan"
- Fernando Cabrera: voz en "La ley del deseo", coro en "Acicaladas alas alicaídas" y 2.ª guitarra  en intro de "Contralpunto"
- Gonzalo Gravina: piano en "Noche de ánimas", "Golpe de suerte / Platinada", "Con sumo agrado" y "El sentido aquel"
- Nicolás Mora: bandoneón en "Flan flan"
- Alejandro Grillo: ambiente en "Lloviznita", "Lo que digo" y "La canción del ganso"

Cada músico hizo el arreglo para su instrumento, excepto el de bandoneón de “Flan flan”, de Fernando Cabrera.

## Ficha técnica
- Grabación: Diego Verdier
- Mezcla: Daniel Báez, Fernando Cabrera y Hernán Rodríguez
- Masterización: Daniel Báez
- Productor: Fernando Cabrera
- Arte de carátula: Oscar Larroca
- Fotografías: Alejandro Persichetti
- Diseño Gráfico: Sofía Battegazzore
- Surco Interactivo: Guillermo Cervetto (idea y diseño); Luis Fernando Deleón (creación y montaje); Pablo "Pelao" Meneses (colaboración); "Caco" Olivera (creación y colaboración); Alejandro Norman (videos); Matías Bergara (dibujos); Matías Rivero (dibujos de la pantalla de "Gurisito"); Sebastián Prada y Tunda Prada (animación)
- Autoadhesivo, afiches e impresiones: Alejandro Cernadas
- Sonido en vivo: Ricardo "Dipa" Dipaolo
- Asistente de escenario: Javier Brullón
- Diseño Web: Guillermo Cervetto
- Asistencia psicológica y espiritual: Lourdes Ferrari
- Representante artístico: Andrés Rega